# The Walt Disney Studios
A The Walt Disney Studios' egy amerikai film- és szórakoztatóipari vállalat, és a The Walt Disney Company gyártócég tartalmi üzletága. A kaliforniai Burbankben található cég leginkább a sokoldalú filmes részlegeiről ismert. Az 1923-ban alapított cég a negyedik legrégebbi és a "Big Five" nagy filmstúdiók egyike.
A Walt Disney Studios részlegének kiemelkedő filmgyártó vállalatai vannak. Ezek közé tartoznak: Walt Disney Pictures, Walt Disney Animation Studios, Pixar, Marvel Studios, Lucasfilm, 20th Century Studios és a Searchlight Pictures. A Disney Media and Entertainment Distribution az említett stúdiók által gyártott tartalmakat terjeszti és forgalmazza mind a mozikban, mind a vállalat streaming szolgáltatásai számára. 2019-ben a Disney 13,2 milliárd dolláros bevételi rekordot ért el a nemzetközi jegypénztáraknál. A stúdió minden idők tíz legnagyobb bevételt hozó filmje közül hatot adott ki világszerte, és minden idők két legnagyobb bevételt hozó filmsorozatát.
A The Walt Disney Studios a Motion Picture Association (MPA) tagja.

## Háttér
A Walt Disney Productions 1934-ben kezdte meg első nagyjátékfilmjének gyártását. A Hófehérke és a hét törpe című, három évig készült filmet 1937 decemberében mutatták be, és 1939-re a korszak legnagyobb bevételt hozó filmjévé vált. Az 1940-es években a Disney kísérletezni kezdett az egész estés élőszereplős filmekkel, olyan vegyes élőszereplős-animációs filmekkel, mint A kelletlen sárkány (1941) és A Dél dala – Rémusz bácsi meséi (1946). Ugyanebben az évtizedben a stúdió elkezdett természetfilmeket készíteni a Seal Island (1948) című filmmel, amelyet a True-Life Adventures sorozat első darabjaként mutattak be, és ami később Oscar-díjat nyert a legjobb élőszereplős rövidfilm kategóriában.
A Walt Disney Productions első teljesen élőszereplős filmje 1950-ben jelent meg a Kincses sziget című filmmel, amelyet a Disney hivatalos koncepciójának tekintett, és amelyből végül a mai Walt Disney Pictures lett. 1953-ra a vállalat felbontotta az olyan külső forgalmazókkal kötött megállapodásokat, mint az RKO Pictures és a United Artists, és megalapította saját forgalmazó cégét, a Buena Vista Distributiont. A Disney Productions 1959-ben megvásárolta a Golden Oak Ranch-ot játékfilmek és televíziós sorozatok gyártása céljából, kiegészítve a legfőbb Burbank-i stúdiót.